# Звёздный крейсер «Галактика»
«Звёздный кре́йсер „Гала́ктика“» (англ. Battlestar Galactica) — американская фантастическая медиафраншиза.
История франшизы «Звёздный крейсер „Галактика“» началась в сентябре 1978 года, когда на американском телеканале ABC прошла премьера полнометражного телефильма «Звёздный крейсер „Галактика“», являющегося стартовым эпизодом одноимённого телесериала. Создателем новой эпопеи стал Глен А. Ларсон (англ. Glen A. Larson). Первоначально планировалось выпустить серию телевизионных фильмов, но в конце концов было решено снять полноценный сериал.
В 2003 году история «Галактики» была воссоздана заново благодаря ремейку, снятому для кабельного американского телеканала Sci Fi. Сериал оказался весьма успешным и был отмечен рядом наград.
По мотивам сериалов появились книги, новеллы, комиксы, компьютерные и настольные игры, развивающие и дополняющие единую концепцию мира «Звёздный крейсер „Галактика“».

## Сюжет

### Вариант 1978 года
Двенадцать колоний-планет ведут тысячелетнюю войну против роботоподобной расы сайлонов, стремящихся истребить человечество. Неожиданно сайлоны благодаря посредничеству графа Балтара предлагают перемирие. Только коммандер звёздного крейсера «Галактика» Адама подозревает, что сайлоны приготовили ловушку. Так и оказывается на самом деле. Колониальный флот вместе с президентом гибнет, население планет также подвергается массовому уничтожению. «Галактика» берёт на борт выживших и приказывает всем гражданским судам следовать за ней. Люди надеются найти легендарную тринадцатую колонию, расположенную на планете Земля, координаты которой были давно утеряны. Их постоянно преследуют сайлоны, которым помогает предатель Балтар.

### Вариант 2003 года
На двенадцати планетах — Двенадцати колониях Кобола — процветает цивилизация людей, которые создали роботов, названных сайлонами. Сайлоны потребовали признать их и дать им гражданские права. Люди отказались, и началась многолетняя ожесточённая война. В конце концов был достигнут мир, и сайлоны ушли на поиски своего «дома». Однако в течение 40 лет «перемирия», когда человечество медленно избавлялось от технофобии, сайлоны развивали свои технологии и эволюционировали сами, готовясь к новому сокрушительному нападению на Двенадцать колоний. Обманув гениального учёного Гая Балтара, сайлоны смогли проникнуть в систему безопасности колоний, одновременно атаковать и оккупировать их, уничтожив практически всё население. Лишь несколько десятков тысяч выживших смогли подняться в космос, спасаясь от гибели на атакованных планетах. Уцелел также один старый военный корабль — звёздный крейсер «Галактика», способный выдержать атаку сайлонов и защитить гражданские корабли. Под командованием коммандера Уильяма Адамы «Галактика» берёт на себя задачу вести флот с последними представителями человеческой расы на поиски нового дома, мифической планеты с именем «Земля».

## Звёздный крейсер «Галактика» (1978)

Промофото сериала 1978 года, слева направо: Афина, Старбак, Аполло и Адама (аппарат называется Tektronix 4050)

Глен Ларсен, исполнительный продюсер «Звёздного крейсера „Галактика“», сообщал в интервью, что намечал премьеру «Галактики» ещё в 1960-х годах и хотел назвать шоу «Ковчег Адама». Однако на протяжении многих лет его проекту не давали «зелёный свет».
Благодаря колоссальному успеху кинофильма 1977 года «Звёздные войны», проект «Звёздный крейсер „Галактика“» также был запущен. Интересно, что кинокомпания 20th Century Fox подала в суд на студию Universal (снимающую «Звёздный крейсер „Галактика“») в связи с нарушением авторских прав, утверждая, что создатели нового сериала незаконно использовали основополагающие идеи «Звёздных Войн». Студия Universal подала встречный иск с обвинением создателей «Звёздных Войн» в использовании идей кинофильма 1971 года «Молчаливый бег» (например, название робота — «дрон») и сериала 1939 года «Бак Роджерс». Юридические разбирательства были окончательно завершены в 1980 году.
Изначально Ларсен задумывал «Звёздный крейсер „Галактика“» как мини-сериал, состоящий из нескольких эпизодов, которые должны были быть показаны по телевизионной сети ABC. Премьера укороченной версии трёхчасового пилотного фильма состоялась в кинотеатрах Канады, после чего в США вышел телевизионный сериал.

### Первоначальный фильм и сериал
В 1978 году вышел двухчасовой кинофильм «Звёздный крейсер „Галактика“». В главных ролях снялись Лорн Грин (англ. Lorne Greene) (Адама), Ричард Хэтч (Аполло) и Дирк Бенедикт (Старбак).
Для уменьшения стоимости киноверсия была смонтирована из пилотных эпизодов телевизионного сериала, вышедших в трёх частях под названием «Сага о звёздном мире», хотя в неё вошли некоторые не показанные в дальнейшем по ТВ сцены, включая смерть Балтара. Фильм шёл в кинотеатрах Канады, Западной Европы и Австралии. Впервые показанный 7 июля 1978 года, разошёлся большим тиражом и сулил успех дальнейшему показу. Премьера на телевидении состоялась в сентябре 1978 года. В кинотеатрах США демонстрировался в 1979 году.
В 1979 году на шестой церемонии награждения ежегодной американской премии «Народный выбор» сокращённая пилотная серия выиграла в номинации «Лучший новый сериал».
В общей сложности было снято 24 серии. Последний эпизод «Длань Господня» вышел в телеэфир в конце апреля 1979 года. Рейтинги сериала к финалу сезона стали неуклонно падать, что заставило телестудию закрыть дорогостоящий проект.
После закрытия сериала была смонтирована ещё одна киноверсия — «Звёздный крейсер „Галактика“: Атака сайлонов» на основе телеэпизодов «Живая легенда» и «Пожар в космосе», также в фильм были включены дополнительные сцены. Кинопрокат состоялся в США, Западной Европе и Японии.

### «Галактика 1980»
Несмотря на закрытие сериала, руководство ABC всё же решило вернуться во вселенную «Галактики», но уже с более дешёвым шоу. В 1980 году на телевизионных экранах появилась «Галактика 1980»IMDb, в которой флот людей наконец находил Землю и защищал её от атак сайлонов. Но сериал не имел успеха у зрителей, его рейтинги были ещё хуже, чем у предшественника. Было снято всего 10 серий. К причинам фиаско можно отнести отказ многих актёров вернуться в шоу, слабые сюжетные линии, низкий бюджет и, как следствие, плохие спецэффекты. Многие поклонники первого сериала не считают сюжет продолжения каноническим по отношению к оригиналу.
В 1981 году на основе сериала был смонтирован фильм под названием «Завоевание Земли» (англ. Conquest of the Earth)IMDb, который демонстрировался в кинотеатрах Западной Европы и Австралии. Киноверсия состояла из фрагментов эпизодов «„Галактика“ исследует Землю» и «Ночь, когда сайлоны приземлились».

## Возрождение
«Галактику» не раз пытались вернуть к жизни. Независимо друг от друга Глен А. Ларсен, Ричард Хэтч и Брайан Сингер предлагали свои проекты для развития идеи сериала.
Самую заметную попытку предпринял Ричард Хэтч, один из ведущих актёров оригинального показа. Продолжение истории с рабочим названием «Галактика: второе пришествие» (англ. Battlestar Galactica: The Second Coming)IMDb должно было происходить спустя много лет после событий, рассказанных в оригинале, полностью игнорируя сюжет сиквела 1980 года. Хэтч даже снял специальный ролик, чтобы привлечь внимание руководителей студии. В его съёмках приняли участие многие звёзды оригинальной «Галактики», а первый показ ролика прошёл на конференции (англ.) DragonCon в 1999 году. Но в итоге проект Хэтча так и остался нереализованным.

## Звёздный крейсер «Галактика» (2003)
Тем не менее, фабула классического сериала открывала большие возможности для последующих интерпретаций. За реализацию ремейка взялись исполнительные продюсеры Рональд Д. Мур и Дэвид Эйк (англ. David Eick). Мур хотел полностью пересмотреть вселенную, оставив общей лишь завязку сериала, и сделать новое шоу более мрачным, более реалистичным и драматическим.
Сами создатели назвали этот стиль «натуралистической фантастикой», усилив в сюжете драму и психологизм характеров. Многие сцены ставились в манере съёмок ручной камерой, чтобы придать документальный подход происходящим событиям, с максимальным реализмом, иногда даже в ущерб зрелищности. Над спецэффектами трудилась одна из ведущих цифровых студий мира — Zoic (англ. Zoic Studios).
В итоге в 2003 году на американском телеканале Sci Fi появился мини-сериал, за которым последовали полноценные сезоны. Сериал в своей новой версии получил широкое признание у зрителей и критиков многих стран мира и был удостоен различных престижных премий. Сегодня история космического крейсера, ищущего новый дом, прежде всего ассоциируется именно с сериалом Рональда Мура.

### Мини-сериал
В декабре 2003 года кабельный телеканал Sci Fi показал двухсерийный фильм-ремейк «Звёздный крейсер „Галактика“». В главных ролях снялись известные американские актёры — Эдвард Джеймс Олмос (Уильям Адама) и Мэри Макдоннел (Лора Розлин). Этот мини-сериал приобрел такую популярность среди зрителей, что было принято решение снять продолжение в виде полноценного телевизионного сезона.

### Телевизионный сериал (2004—2009)

Звёздный крейсер «Галактика» (сериал 2004—2009)

Новый сериал вышел на ТВ в начале октября 2004-гоIMDb. Первый сезон начинался с серии под названием «33». Многие поклонники оригинального показа были огорчены и даже разочарованы разницей в духе, стиле, содержании ремейка и оригинала. В Интернете на многочисленных форумах многие называли шоу «GINO» (акроним от англ. Galactica In Name Only): на их взгляд, от оригинала осталось только одно название. Рональд Д. Мур в ответ на такое сомнительное прозвище сериала назвал в эпизоде «Пегас» из второго сезона одного из сайлонских персонажей Джина (англ. Jina).
Необычно было и то, что ремейк был показан вначале в Великобритании и Ирландии на канале Sky One, и только потом, чуть позже, в Северной Америке — в январе 2005 года. Причиной послужило то, что телекомпания Sky профинансировала съёмку первого сезона сериала. В отличие от Universal, руководство Sky сразу было уверено в успехе шоу, особенно после того, как мини-сериал стал хитом. Однако массовые скачивания серий из интернета с использованием протокола BitTorrent североамериканскими пользователями повлияли на то, что последующие сезоны стали выходить вначале в Северной Америке.
Сериал получил широкое признание в прессе. Журналы «Time», «Rolling Stone» и Американский институт киноискусства назвали сериал одним из лучших шоу на телевидении в 2005 году. Другие издания, такие как «The New York Times», «The New Yorker», «New York Newsday» и «National Review» также написали положительные обзоры о шоу. В том же году сериал удостоился премии Хьюго за лучшую постановку.
Премьера второго сезона состоялась в США в июле 2005 года, вышли только десять серий. Вторую часть (имела дробное название — 2.5) начали показывать с января 2006 года. В то же самое время в Великобритании на канале Sky One состоялась премьера первой серии второго сезона. Второй сезон закончился 10 марта 2006 года эпизодом в двух частях под названием «Сбрось своё бремя» (англ. «Lay Down Your Burdens»).
Весной 2006 года сериал «Звёздный крейсер „Галактика“» был награждён престижной премией Пибоди за творческое исполнение.
Премьера третьего сезона состоялась 6 октября 2006 года. 15 декабря показ был приостановлен на середине сезона. Продолжение вышло с 21 января 2007 года. Сезон был завершен в марте эпизодом в двух частях — «Перекрёстки». Телеканал Sci Fi перенёс время показа сериала с пятницы на воскресенье в 22:00, однако четвёртый сезон опять выходил в телеэфир в прежнее время.
В сентябре 2007 года на DVD вышел полнометражный фильм «Звёздный крейсер „Галактика“: Лезвие»IMDb, сюжетная линия которого раскрывает историю второго звёздного крейсера «Пегас».
Дата выхода в телеэфир четвёртого сезона — 4 апреля 2008 года. Зрители смогли посмотреть первые десять серий. Вторая половина финального сезона анонсировалась под дробным номером 4.5. Все съёмки были завершены летом 2008-го, но показ последних десяти серий сериала начался только в январе 2009 года. Финал истории в двух частях под названием «Рассвет» был показан в марте того же года.
В сентябре 2008-го начались съёмки полнометражного телефильма «Звёздный крейсер „Галактика“: План»IMDb. Режиссёр — Эдвард Джеймс Олмос. На DVD «План» вышел в октябре 2009 года. Сюжет фильма по-новому (со стороны сайлонов) раскрывает события, происходившие в сериале в период с начала атаки на Двенадцать колоний до высадки людей на планете Новая Каприка.
На вручении премии «Сатурн» 2009 года сериал «Звёздный крейсер „Галактика“» был признан лучшим сериалом кабельного телевидения. Эдвард Джеймс Олмос был назван лучшим телевизионным актёром года, а Мэри Макдоннелл — лучшей актрисой.
Актёр Ричард Хэтч, игравший в первоначальном фильме и сериале 1978—1980 годов Аполло, в новом сериале сыграл роль Тома Зарека.

### Веб-эпизоды
Веб-эпизоды (англ. webisodes) — цикл коротких серий (не более 4 минут), выходивших на официальном сайте телеканала. Они заполняли собой периоды времени между вторым и третьим сезонами (цикл «Сопротивление»), третьим и четвёртым сезонами (цикл «Лезвие: ретроспекция») и между первой и второй частями четвёртого сезона (цикл «Лицо врага»).
В веб-эпизодах снимались основные актёры сериала, но их сюжет строился так, чтобы не раскрывать событий «больших» серий. Поэтому зрители могли смотреть все последующие серии, не видя веб-эпизодов. Всего было снято 27 веб-эпизодов. Их показывали дважды в неделю с целью поддержания интереса у зрителей к сериалу.

## Саундтрек

### Оригинал
Композиторы — Глен А. Ларсон и Стью Филлипс (англ. Stu Phillips).
Музыкальные композиции представлены в исполнении Лос-Анджелесского филармонического оркестра под управлением Стью Филлипса. Песню «It’s Love, Love, Love» в стиле диско спела в казино на Карилоне — в пилоте «Сага звездного мира» — группа «Космические ангелы» (англ. The Space Angels).

### Ремейк
Музыкальные темы к мини-сериалу сочинил композитор Ричард Гиббс (англ. Richard Gibbs). CD-альбом со сборниками оригинальных саундтреков вышел 16 марта 2004 года.
В дальнейшем композитором сериала стал Бер Маккрири, управляющий собственным оркестром музыкантов.
Музыкальные темы сериала богаты на разнообразные стилевые формы: там нашлось место рок-песням, народным танцам, джазу, боевым кличам, гимнам и хоралам, оратории, арии, сонате и т. д. На титрах в качестве заглавной темы звучит вариация Гаятри-мантры. В вокальных партиях использованы стихотворные тексты, написанные на различных языках, например: латинском, галльском, сингальском, итальянском, армянском и др. В аранжировке часто использовались экзотические народные инструменты. Как заметил Бер Маккрири: «Я хотел музыку, которая возродит колыбель жизни: действительно древние звуки Старого Света. И нет ничего древнее, чем ударные и вокал».
Несколько раз в показ была включена музыка других композиторов. Во 2-м сезоне («Долина тьмы», второй эпизод) звучит композиция «Metamorphosis One» Филиппа Гласса. Важную смысловую нагрузку для сюжета 4-го сезона несет песня Боба Дилана «All Along the Watchtower», которая в исполнении Джими Хендрикса завершает сериал, также эта тема в обработке Маккрири прозвучала в финале 3-го сезона и в 17-м эпизоде 4-го. В той же серии исполняется на пианино песня Джорджа Гершвина «Someone to Watch Over Me» (у самой серии то же название).
Издания CD-альбомов:
- к 1-му сезону — выход 21 июня 2005 года,
- ко 2-му сезону — выход 20 июня 2006 года,
- к 3-му сезону — выход 23 октября 2007 года,
- к 4-му сезону — выход 28 июля 2009 года,
- к пилоту «Каприка» — выход 16 июня 2009 года,
- к фильмам «Лезвие» и «План» — выход 23 февраля 2010 года.

## «Каприка»
«Каприка» (англ. Caprica) — дочерний телевизионный сериал, названный «первой телевизионной научно-фантастической семейной сагой». Действие происходит в мире ремейка «Звёздный крейсер „Галактика“» на планете одной из двенадцати колоний с названием Каприка примерно за 58 лет до событий, произошедших в ремейке. История касается создания первого сайлона в колониях. Сюжет закручен вокруг двух семей — Адама и Грэйстоун, потерявших близких родственников во время теракта, устроенного религиозным фанатиком.
Премьера сериала в США — 22 января 2010 года. После показа 13-го эпизода 27 октября 2010 года телеканал Syfy объявил, что сериал «Каприка» закрыт из-за низких рейтингов. Всего было снято 18 серий.

## «Кровь и Хром»
В июле 2010 года телеканал Syfy анонсировал выход ещё одного приквела к сериалу-ремейку «Звёздный Крейсер „Галактика“» — «Кровь и Хром» (англ. Blood & Chrome), в котором события развернутся через 10 лет после начала первой сайлонской войны.
Первоначально канал хотел выпустить девять или десять эпизодов, каждый не более десяти минут, но затем было решено снять полноценный телефильм, и в зависимости от его успеха у зрителей — запустить новый сериал. Исполнительным продюсером выступил Дэвид Эйк. Сценарий написал один из постоянных авторов «Галактики» — Майкл Тейлор.
21 марта 2012 года на YouTube был нелегально выложен трейлер фильма «Кровь и Хром», который прежде показывали поклонникам «Галактики» на американском конвенте WonderCon (16-18 марта, Анахайм). В результате этого инцидента дирекция SyFy была вынуждена озвучить планы по поводу проекта, заявив, что съёмок полноценного телесериала не предвидится, хотя рассматривается вариант создания эпизодов для веб-просмотра.
В начале ноября 2012 года Syfy объявил, что выпустит «Кровь и Хром», как изначально задумывалось, в виде десяти веб-эпизодов, каждый по 7-12 минут, на онлайн канале Machinima Prime. Премьера состоялась 9 ноября. После чего 10 февраля 2013 года новый приквел был показан как полуторачасовой фильм на самом телеканале, а затем вышел в расширенной версии релизом в Blu-ray/DVD/VOD.

## Планы создания художественного фильма
В начале 2009 года создатель оригинального сериала — Глен Ларсон — провёл переговоры с Universal Pictures о выходе Battlestar Galactica на большой экран. В основу сюжета фильма должна войти история сериала образца 1978 года. Его режиссёром намеревался стать Брайан Сингер. Осенью 2011 года сценаристом был утверждён Джон Орлофф. Какой-либо новой информации о развитии проекта Сингера не поступало.
В апреле 2014 года студия Universal привлекла к написанию сценария нового ремейка Джека Паглена (сценарист фильма «Превосходство»). Продюсером проекта по-прежнему назывался Глен Ларсен, но 14 ноября того же года создатель «Галактики» скончался. В июне 2016-го в прессе было заявлено, что за сценарий к фильму взялась Лиза Джой, сценарист и одна из создателей сериала «Мир Дикого запада». Режиссёром на этот раз назван Френсис Лоуренс.

## Религиозные и мифологические связи и упоминания
- Двенадцать планет-колоний названы в соответствии с латинскими названиями двенадцати астрологических знаков зодиака, например, Каприка (от англ. Capricorn, Козерог), Скорпия (от англ. Scorpio, Скорпион), Аквария (от англ. Aquarius, Водолей);
- Имена или позывные некоторых героев сериала названы американизированными именами важнейших персонажей древнегреческой мифологии, например Аполло (от англ. Apollo, Аполлон), Кассиопея, Афина;
- Книга Пифии является почитаемым религиозным текстом в вымышленной вселенной сериала, где персонажи фильма не раз обращаются к пророчествам данной книги;
- Фамилия коммандера крейсера «Галактика» Адама отсылает к имени библейского Адама и на иврите означает слова земля и человек.
- Некоторые мифологические представления взяты Гленом Ларсеном для сериала из теологии мормонов. Например, имя планеты Кобол (англ. Kobol) может рассматриваться в двух не связанных друг с другом культурных аспектах: 1) как аллюзия на язык программирования Кобол, 2) как анаграмма слова Колоб (англ. Kolob), упоминающегося в Книге Мормона, имени ближайшей звезды, на которой обитает Бог. В эпизоде оригинального сериала 1978 года «Потерянная планета богов» (Lost Planet of the Gods) воспроизводится брачная церемония мормонов, в которой пары «скрепляются» на «веки вечные».
- В заставке к сериалу звучит ведийская мантра Гаятри-мантра.

## Политические связи и упоминания
В оригинальном шоу осмысливаются политические события второй половины XX века, проявляются страхи относительно «Холодной войны», гонки вооружений и противостояния Советского Союза и США.
Ремейк 2003 года продолжил традицию оригинала. В новом сериале нашли отражение современные политические явления, например такие, как терроризм и религиозный фундаментализм. Так, в первом эпизоде третьего сезона члены движения сопротивления повторяют приёмы современных террористов-смертников в своей борьбе против сайлонов на Новой Каприке. 17 марта 2009 года в зале заседания Экономического и социального совета ООН прошла специальная конференция, посвящённая сериалу и поднятым в нём политическим и социальным проблемам.

## Награды

### Сериал (1978—1979)
Премия «Эмми»
- 1979 — в номинации англ. Outstanding Individual Achievement — Creative Technical Crafts (эпизод «Сага о звёздном мире»)
- 1979 — в номинации «Лучший костюмированный дизайн для телесериала» (эпизод «Человек с девятью жизнями»)

People’s Choice Award
- 1979 — в номинации «Лучшая новая драматическая программа на ТВ»

### Сериал (2004—2009)
ALMA
- 2007 — в номинации «Лучший актёр в телесериале, мини-сериале или телефильме» (Эдвард Джеймс Олмос)[31]
- 2008 — в номинации «Лучший актёр в драматическом телесериале» (Эдвард Джеймс Олмос)[32]

Golden Reel Award
- 2010 — в номинации «Лучший монтаж звука»: англ. Long Form Dialogue and ADR in Television (эпизод «Рассвет. Часть2»)[33]
- 2010 — в номинации «Лучший монтаж звука»: англ. Long Form Sound Effects and Foley in Television
- 2009 — в номинации «Лучший монтаж звука»: англ. Short Form Sound Effects and Foley in Television (эпизод «Тот кто верит в меня»)

Leo Awards
- 2006 — в номинации «Лучшая ведущая роль среди женщин в драматическом сериале» (Триша Хелфер)

Visual Effects Society Awards
- 2010 — в номинации «Лучшие спецэффекты в телесериале» (эпизод «Рассвет»)[34]
- 2009 — в номинации «Лучшие спецэффекты в телесериале» (за космические баталии в четвёртом сезоне)[35]
- 2007 — в номинации «Лучшие модели и миниатюры в телепрограмме» (эпизод «Корабль воскрешения. Часть 2»)[36]
- 2007 — в номинации «Лучшие спецэффекты в телесериале» (эпизод «Исход»)
- 2006 — в номинации «Лучший анимационный персонаж в телепрограммах или музыкальных клипах» (за сайлона-центуриона, эпизод «Испытание властью»)[37]

Премия Пибоди
- 2006

Премия телевизионных критиков США
- 2008—2009 — в номинации «Программа года»[38]

Премия «Сатурн»
- 2009 — в номинации «Лучший телесериал, сделанный для кабельного телевидения»
- 2009 — в номинации «Лучшая телеактриса» (Мэри Макдоннел)
- 2009 — в номинации «Лучший телеактёр» (Эдвард Джеймс Олмос)
- 2007 — в номинации «Лучший телесериал, сделанный для кабельного телевидения»
- 2006 — в номинации «Лучший телесериал, сделанный для кабельного телевидения»
- 2006 — в номинации «Лучшая телеактриса второго плана» (Кэти Сакхофф)
- 2006 — в номинации «Лучший телеактёр второго плана» (Джеймс Кэллис)

Премия «Хьюго» за лучшую постановку
- 2005 — в номинации «Лучшая драматическая постановка — малая форма» (эпизод «33»)

Премия «Эмми»
- 2009 — в номинации «Лучший звуковой монтаж для сериала» (эпизод «Рассвет. Часть 2»)
- 2008 — в номинации «Лучшие спецэффекты для сериала» (эпизод «Тот кто верит в меня»)
- 2007 — в номинации «Лучшие спецэффекты для сериала» (эпизод «Исход. Часть 2»)